# Microterangis coursiana
Microterangis coursiana é uma espécie de orquídea, família Orchidaceae, que habita Madagascar. É uma pequena planta epífita, monopodial, com caule curto, densa vegetação de folhas bilobuladas, e longa inflorescência racemosa com flores minúsculas de sépalas e pétalas livres, com duas polínias.